# Tenuiphantes miguelensis
Tenuiphantes miguelensis là một loài nhện trong họ Linyphiidae.
Loài này thuộc chi Tenuiphantes. Tenuiphantes miguelensis được Jörg Wunderlich miêu tả năm 1992.